# 1419
Cette page concerne l'année 1419  du calendrier julien. Pour l'année 1419 av. J.-C., voir 1419 av. J.-C.
L'année 1419 est une année commune qui commence un dimanche.

## Événements
- Juin : Invasion Ōei. Attaque des pirates wakô de l'île Tsushima par les Coréens[1]. 17 000 hommes embarqués dans plus de 220 navires débarquent sur l'île mais tombent sur une embuscade et doivent se retirer provisoirement. La menace d'un typhon met fin à l'invasion le mois suivant[2].

- 1er juillet : découverte de Madère par les portugais João Gonçalves Zarco et Tristão Vaz Teixeira[3]. Selon Jean Descola, les premiers arrivants mettent le feu aux forêts. L’incendie dure sept ans. Après quoi, ils plantent dans la cendre la canne à sucre et la vigne.

- Une ambassade chinoise est mal reçue par le shogun[4]. Le commerce officiel entre le Japon et la Chine reprend cependant au profit des grands monastères et les riches daimyô, qui le prennent à leur charge et le financent au détriment du shogun.
- Fondation du monastère dge-lugs-pa de Se-ra près de Lhassa[5].

### Europe
- 27 avril : Ranuce Farnèse obtient le titre de sénateur de Rome[6].
- 2 mai : le pape Martin V érige le siège de Florence en métropole[7].
- 22 juillet : en Bohême, grande réunion des Hussites à Tábor[8]. Le roi Wenceslas demande le bannissement des prêtres utraquistes (Hussites) et la fermeture de leurs Églises.
- 28 juillet[9] : prise de Pontoise par les Anglais qui ont escaladé ses remparts.
- 30 juillet : première défenestration de Prague. Les conseillers de l’empereur sont jetés par les fenêtres de l’hôtel de ville de Prague et massacrés par la foule, conduite par Jan Žižka. Rupture entre les Hussites et l’Empire[8].
- 16 août : l’insurrection éclate en Bohême lorsque Wenceslas meurt[10]. La reine Sophie devient régente.

- 25 octobre : les hussites prennent le château de Vyšehrad[11].
- 28 octobre : Jeanne II de Naples est couronnée par un légat du pape[12].
- 13 novembre : armistice entre les Hussites et la régente Sophie de Bavière. Après quelques jours d’émeute, elle accorde aux Hussites la communion sous les deux espèces et le droit de prêcher l’Évangile à leur manière[13]. Sigismond de Luxembourg, frère de Wenceslas, laisse le trône vacant et refuse tout compromis (le pays est gouverné par la diète).
- Novembre[14] : Turnu Severin, à la frontière valaque, passe à la Hongrie.
- 4 décembre : Louis III d'Anjou est investi roi de Sicile par le pape Martin V[15].
- 30 décembre : la flotte castillane détruit la flotte anglo-hanséatique face au port de La Rochelle[16].
- Départ de Grégoire Tsamblak du siège de Kiev durant l'hiver 1419-1420. Les Lituaniens orthodoxes dépendent à nouveau du métropolite de Moscou[17].